# Ukrainas herrlandslag i ishockey
Ukrainas herrlandslag i ishockey representerar Ukraina i ishockey för herrar. Första matchen spelades den 14 april 1992 i Sankt Petersburg, och förlorades med 1-5 mot Kazakstan .
Ukrainas bästa placering i ett VM var 2002 då man kom nia. Ukrainas största ögonblick var när man slog Schweiz med 5-2 i OS i Salt Lake City.
Det var landets första seger någonsin i ett olympiskt spel.

## Profiler
- Ruslan Fedotenko
- Gennadi Razin
- Alexej Ponikarovskij
- Dmytro Chrystytj

## OS-turneringar
- 1992 - OS i Albertville, Frankrike - deltog ej
- 1994 - OS i Lillehammer, Norge - deltog ej
- 1998 - OS i Nagano, Japan - kvalificerade sig inte
- 2002 - OS i Salt Lake City, USA - tia
- 2006 - OS i Turin, Italien - kvalificerade sig inte
- 2010 - OS i Vancouver, Kanada - kvalificerade sig inte
- 2014 - OS i Sotji, Ryssland - kvalificerade sig inte

## VM-turneringar
- 1993 - C-VM kval i Vitryssland - etta, 2 matcher, 1 seger, 0 oavgjorda, 1 förlust, 8 gjorda mål, 6 insläppta mål, 2 poäng.
- 1993 - C-VM i Slovenien - tvåa (silver), 7 matcher, 5 segrar, 1 oavgjord, 1 förlust, 105 gjorda mål, 14 insläppta mål, 11 poäng.
- 1994 - C-VM i Slovakien - trea (brons), 7 matcher, 5 segrar, 1 oavgjord, 1 förlust, 45 gjorda mål, 21 insläppta mål, 11 poäng.
- 1995 - C-VM i Bulgarien - trea (brons), 4 matcher, 2 segrar, 1 oavgjord, 1 förlust, 27 gjorda mål, 9 insläppta mål, 5 poäng.
- 1996 - C-VM i Slovenien - tvåa (silver), 7 matcher, 6 segrar, 0 oavgjorda, 1 förlust, 40 gjorda mål, 13 insläppta mål, 12 poäng.
- 1997 - C-VM i Estland - etta (guld), 5 matcher, 4 segrar, 1 oavgjord, 0 förluster, 21 gjorda mål, 6 insläppta mål, 9 poäng.
- 1998 - B-VM i Slovenien - etta (guld), 7 matcher, 7 segrar, 0 oavgjorda, 0 förluster, 38 gjorda mål, 13 insläppta mål, 14 poäng.
- 1999 - A-VM kval i Slovenien - etta, 3 matcher, 3 segrar, 0 oavgjorda, 0 förluster, 17 gjorda mål, 3 insläppta mål, 6 poäng.
- 1999 - A-VM i Norge - fjortonde, 3 matcher, 0 segrar, 0 oavgjorda, 3 förluster, 3 gjorda mål, 13 insläppta mål, 0 poäng.
- 2000 - A-VM kval i Storbritannien - tvåa, 3 matcher, 1 seger, 2 oavgjorda, 0 förluster, 5 gjorda mål, 4 insläppta mål, 4 poäng.
- 2000 - A-VM i Ryssland - fjortonde, 6 matcher, 2 segrar, 0 oavgjorda, 4 förluster, 15 gjorda mål, 21 insläppta mål, 4 poäng.
- 2001 - VM i Tyskland - tia, 6 matcher, 2 segrar, 0 oavgjorda, 4 förluster, 11 gjorda mål, 23 insläppta mål, 4 poäng.
- 2002 - VM i Sverige - nia, 6 matcher, 2 segrar, 1 oavgjord, 3 förluster, 13 gjorda mål, 20 insläppta mål, 5 poäng.
- 2003 - VM i Finland - tolva, 6 matcher, 1 seger, 0 oavgjorda, 5 förluster, 13 gjorda mål, 32 insläppta mål, 2 poäng.
- 2004 - VM i Tjeckien - fjortonde, 6 matcher, 1 seger, 2 oavgjorda, 3 förluster, 12 gjorda mål, 20 insläppta mål, 4 poäng.
- 2005 - VM i Österrike - elva, 6 matcher, 1 seger, 1 oavgjord, 4 förluster, 7 gjorda mål, 14 insläppta mål, 3 poäng.
- 2006 - VM i Lettland - tolva, 6 matcher, 1 seger, 0 oavgjorda, 5 förluster, 8 gjorda mål, 31 insläppta mål, 2 poäng.
- 2007 - VM i Ryssland - sextonde (sist), 6 matcher, 1 seger, 5 förluster, 0 sudden deaths-/straffläggningssegrar, 0 sudden deaths-/straffläggningsförluster, 11 gjorda mål, 32 insläppta mål, 3 poäng.
- 2008 - VM Division I i Japan - tvåa (silver), 5 matcher, 3 segrar, 1 förlust, 1 sudden deaths-/straffläggningsseger, 0 sudden deaths-/straffläggningsförluster, 18 gjorda mål, 8 insläppta mål, 11 poäng.
- 2009 - VM Division I i Polen - tvåa (silver), 5 matcher, 3 segrar, 1 förlust, 1 sudden deaths-/straffläggningsseger, 0 sudden deaths-/straffläggningsförluster, 18 gjorda mål, 6 insläppta mål, 11 poäng.
- 2010 - VM Division I i Nederländerna - tvåa (silver), 5 matcher, 4 segrar, 1 förlust, 0 sudden deaths-/straffläggningssegrar, 0 sudden deaths-/straffläggningsförluster, 39 gjorda mål, 12 insläppta mål, 12 poäng.
- 2011 - VM Division I i Ukraina (hemmaplan) - trea (brons), 5 matcher, 3 segrar, 1 förlust, 0 sudden deaths-/straffläggningssegrar, 1 sudden deaths-/straffläggningsförlust, 19 gjorda mål, 12 insläppta mål, 10 poäng.
- 2012 - VM Division I Grupp A i Slovenien - sexa (sist), 5 matcher, 0 segrar, 3 förluster, 1 sudden deaths-/straffläggningsseger, 1 sudden deaths-/straffläggningsförlust, 12 gjorda mål, 16 insläppta mål, 3 poäng.
- 2013 - VM Division I Grupp B i Ukraina (hemmaplan) - etta (guld), 5 matcher, 4 segrar, 0 förluster, 1 sudden deaths-/straffläggningsseger, 0 sudden deaths-/straffläggningsförluster, 30 gjorda mål, 7 insläppta mål, 14 poäng.
- 2014 - VM Division I Grupp A i Sydkorea - fyra, 5 matcher, 2 segrar, 2 förluster, 0 sudden deaths-/straffläggningssegrar, 1 sudden deaths-/straffläggningsförlust, 18 gjorda mål, 13 insläppta mål, 7 poäng.
- 2015 - VM Division I Grupp A i Polen - sexa (sist), 5 matcher, 0 segrar, 4 förluster, 0 sudden deaths-/straffläggningssegrar, 1 sudden deaths-/straffläggningsförlust, 8 gjorda mål, 17 insläppta mål, 1 poäng.
- 2016 - VM Division I Grupp B i Kroatien - etta (guld), 5 matcher, 4 segrar, 1 förlust, 0 sudden deaths-/straffläggningssegrar, 0 sudden deaths-/straffläggningsförluster, 20 gjorda mål, 6 insläppta mål, 12 poäng.
- 2017 - VM Division I Grupp A i Ukraina (hemmaplan) - sexa (sist), 5 matcher, 0 segrar, 4 förluster, 0 sudden deaths-/straffläggningssegrar, 1 sudden deaths-/straffläggningsförlust, 7 gjorda mål, 14 insläppta mål, 1 poäng.

## VM-statistik

### 1993-2006
| VM-Turneringar    | Matcher | Segrar | Oavgjorda | Förluster | Gjorda mål | Insläppta mål | Poäng |
| ----------------- | ------- | ------ | --------- | --------- | ---------- | ------------- | ----- |
| A-VM              | 45      | 10     | 4         | 31        | 82         | 174           | 24    |
| B-VM/Division I   | 7       | 7      | 0         | 0         | 38         | 13            | 14    |
| C-VM/Division II  | 30      | 22     | 4         | 4         | 238        | 63            | 48    |
| D-VM/Division III | 0       | 0      | 0         | 0         | 0          | 0             | 0     |

### 2007-
| VM-Turneringar | Matcher | Segrar | Förluster | Sudden deaths-/Straffläggningssegrar | Sudden deaths-/Straffläggningsförluster | Gjorda mål | Insläppta mål | Poäng |
| -------------- | ------- | ------ | --------- | ------------------------------------ | --------------------------------------- | ---------- | ------------- | ----- |
| VM             | 6       | 1      | 5         | 0                                    | 0                                       | 11         | 32            | 3     |
| Division I     | 50      | 23     | 18        | 4                                    | 5                                       | 189        | 111           | 82    |
| Division II    | 0       | 0      | 0         | 0                                    | 0                                       | 0          | 0             | 0     |
| Division III   | 0       | 0      | 0         | 0                                    | 0                                       | 0          | 0             | 0     |

- ändrat poängsystem efter VM 2006, där seger ger 3 poäng istället för 2 och att matcherna får avgöras genom sudden death (övertid) och straffläggning vid oavgjort resultat i full tid. Vinnaren får där 2 poäng, förloraren 1 poäng.